# Ingemar Hedenius
Per Arvid Ingemar Hedenius (født 5. april 1908, død 30. april 1982) var en svensk filosof. Han var professor i praktisk filosofi ved universitetet i Uppsala. Han blev kendt for sin religionskritik og herunder især sine skarpe angreb på kristendommen og de kristne kirker. Han spillede en vigtig rolle i den svenske filosofis historie.

## Biografi
Ingemar Hedenius var søn af lægen Israel Hedenius (1868 – 1932) og Anna Hedenius, født Bergh. Faderen blev i år 1900 dr. med. og docent i praktisk medicin. I 1923 fik han titel af professor. Han virkede som læge i Stockholm og var i en periode formand for Sveriges Läkarförbund og medlem af byrådet (Kommunfuldmäktiga) i Stockholm. I sine senere år var han kongelig livmedikus. Moderen var norsk og kom fra det højere borgerskab i Oslo. Forældrene var meget religiøse.
Hedenius blev student i 1927 og studerede derefter filosofi ved universitetet i Uppsala. Her opnåede han doktorgraden på en afhandling om religionsfilosoffen George Berkeley. Fra 1947 til 1973 var han professor i praktisk filosofi (moral- eller værdifilosofi) ved Uppsala Universitet. Hedenius døde i 1982 og er begravet på Gamla Kyrkogården i Uppsala.

## Filosofi
Hedenius blev en fremtrædende repræsentant for den såkaldte Uppsala-filosofi, en filosofisk retning, som grundlagdes ved universitetet i Uppsala i begyndelsen af 1900-tallet af professorerne Axel Hägerström og Adolf Phalén. Uppsala-filosofien afviser på grundlag af begrebsanalyse al metafysik og betragtes derfor som en forløber for den logiske positivisme.
Et særkende for Uppsala-filosofien er den såkaldte værdinihilisme. Denne indebærer, at værdiudsagn, dvs. udsagn om moral, jura, æstetik, smag osv., hverken er sande eller falske, men er meningsløse. Der er ikke tale om påstande, men om følelsesmæssige udsagn, som i sproglig henseende kan forstås som imperativer. At sige, at en handling er ond, er således for værdinihilisten det samme som at give udtryk for en formaning eller et indirekte påbud om at undlade handlingen, grundet i en følelse hos den, som siger at handlingen er ond. Det følger af denne teori, at værdiudsagn, herunder moralske, juridiske og æstetiske udsagn, ikke kan være almengyldige.

## Tro og viden
Hedenius blev frem for alt kendt for sin bog Tro och vetande, som udkom i 1949 (da. Tro og viden, 1960). Bogen gav anledning til én af de mest omfattende kulturdebatter, som er ført i Sverige. Bogen handler om den kristne kirkes krav på alene at repræsentere sandheden og om den kristne kirkes stilling i samfundet. Hedenius forkaster den "organiserede" kristendom, i det mindste i den form hvori den findes i den svenske kirke (som han kalder "religionsdepartementet"). I bogen opstiller han tre postulater, hvis sandhed medfører, at en rationel diskussion om kristendommens sandhedsværdi mellem kristne og ikke-kristne er umulig. Ifølge Hedenius betyder dette, at teologi ikke kan regnes for en videnskab, men snarere må henregnes til quasividenskaberne.
Hedenius´ kritik bidrog blandt andet til, at religionsvidenskab (studiet af religioner og deres udvikling) udskiltes fra teologien og blev en ikke-religiøs akademisk disciplin.
Bogen Tro och vetande blev i 1951 fulgt op af bogen Att välja livsåskådning (da. Valg af livsanskuelse, 1961)

## Hedenius´ eftermæle
Svante Nordin, professor i idé- og lærdomshistorie i Lund, udgav i 2004 bogen Ingemar Hedenius, en filosof och hans tid . Den giver på basis af et stort brev- og dokumentmateriale et billede af Ingemar Hedenius. Ifølge bagsideteksten var han en person med stærke musikalske, kunstneriske og litterære interesser. Han optrådte gerne som fløjtespiller – også offentligt. Han var... grov i mund og pen i forhold til sine fjender og meningsmodstandere, men blød og følsom i omgang med sine venner. Nogle så i ham først og fremmest en grobrian. Andre opfattede fløjtetonen af skønhedslængsel og livsmystik.
Forbundet Humanisterna har igennem nogle år uddelt en pris til Hedenius´ ære, kaldet Hedeniuspriset.

## Bøger
- 1941 – Om rätt och moral
- 1948 – Om praktisk filosofi
- 1949 – Tro och vetande (da. Tro og viden, 1960)
- 1951 – Att välja livsåskådning (da. Valg af livsanskuelse, 1961)
- 1958 – Tro och livsåskådning
- 1958 – Istället för samtal
- 1975 – Samtal med Ingemar Hedenius